# Tomasz Olexiński
Tomasz Olexiński (ur. 15 grudnia 1820 w Kańczudze, zm. 13 listopada 1907 w Jarosławiu) – proboszcz i samorządowiec okresu zaborów, radny Rady Miasta Jarosławia i powiatu Jarosław.

## Życiorys
Nauki początkowo pobierał w przemyskiej cyrkularnej szkole głównej, następnie uczęszczał do sześcioletniego gimnazjum w Rzeszowie, które ukończył w 1840. Święcenia kapłańskie otrzymał w 1846 od ks. infułata Jana Komarnickiego. W latach 1846–1848 pełnił funkcję katechety i wikarego w Sądowej Wiszni. W 1848 przybył do Samboru. Był tam katechetą w szkole głównej a od 1850 pełnił też obowiązki kapelana więziennego przy samborskim sądzie. W 1851 uzyskał stanowisko nauczyciela języka polskiego w gimnazjum samborskim. W 1851 został kapelanem przemyskich sióstr benedyktynek i katechetą w prowadzonej przez nie szkole głównej żeńskiej. W 1853 został proboszczem w Wajutyczach, w 1856 został wicedziekanem, a w 1861 dziekanem samborskim i powiatowym nadzorcą szkolnym. Po śmierci Antoniego Żelaznego 19 czerwca 1866 objął probostwo jarosławskie. Uzyskał też biskupi dekret nominacyjny na stanowisko dziekana jarosławskiego i nadzorcy szkolnego w okręgu Jarosławskim. Dzięki swej nieustępliwości, dbałości o fundusze kościelne i własnej hojności doprowadził do zreperowania wikarówki i wybudowania nowej plebanii przy ówczesnej ulicy Lwowskiej(obecnie plebania kościoła NMP Królowej Polski przy ulicy 3-go Maja). W dużej mierze własnym sumptem wyposażył kościół w ołtarz, konfesjonały i wiele innych brakujących sprzętów, naczyń oraz szat liturgicznych. W latach 1889–1893 był dyrektorem c.k. Gimnazjum w Jarosławiu. pierwszym dyrektorem (w latach 1895–1902 i 1903–1906) Bursy Szkolnej im. Mikołaja Kopernika W latach 1873–1893 sprawował z wyboru funkcję radnego Rady Miasta a w latach 1866–1897 radnego powiatu. Od 1891 członek „Sokoła”.

## Literatura
- Jacek Hołub, Dawne kolegium oo. Jezuitów. Kolegiata Bożego Ciała w Jarosławiu, Jarosław 2004.
- Jakub Makara, Parafia łacińska w Jarosławiu, Jarosław 1950.
- Tadeusz Papara, Sprawozdanie z czynności Rady miejskiej i Magistratu król. Wolno handlowego miasta Jarosławza czas od 1897 aż do końca grudnia 1903, Jarosław 1904.